# Kévin Réza
Kévin Réza, né le 18 mai 1988 à Versailles, est un coureur cycliste français principalement actif dans les années 2000 et 2010. Professionnel de 2011 à 2021, Il remporte le prologue du Tour Alsace, un titre de champion de France de cyclisme sur piste et la Coupe de France de course à l'américaine (avec Morgan Kneisky) durant cette période. Il représente également la France lors de la course en ligne des championnats du monde sur route 2014 et dispute six grands Grands tours (dont trois Tour de France) au cours de sa carrière.

## Biographie

### Débuts cyclistes et carrière chez les amateurs
Kévin Réza commence le cyclisme à 4 ans, inscrit par son père au CSM Puteaux, comme son frère aîné,. En catégorie poussin, il est deux fois champion de France, à sept et huit ans. Il court à Puteaux pendant dix ans, puis rejoint le club Argenteuil Val-de-Seine  où il effectue ses deux années en catégorie minime,.
À seize ans, il intègre une section sport étude en Vendée. Membre de l'EC Château-d'Olonne en catégorie junior, il rejoint en 2007 l'équipe Vendée U, réserve de la formation professionnelle Bouygues Télécom, en compagnie de son coéquipier Bryan Nauleau.
En 2008, il remporte la deuxième étape du Tour de Madrid espoirs une épreuve inscrite au calendrier de l'UCI Europe Tour. L'année suivante, il se classe deuxième du Circuit du Mené et troisième des Boucles de la Loire. Il s'adjuge également trois étapes du Tour de Martinique, une compétition disputée en juillet et intégrée au calendrier de l'UCI America Tour.
Kévin Reza réalise quelques belles performances au cours de la saison 2010. Il gagne les Boucles de la Loire, La Suisse Vendéenne et Olonne-sur-Mer-Olonne-sur-Mer (Challenge E. Leclerc). Pendant l'été, il intègre l'équipe BBox Bouygues Telecom en tant que stagiaire avec ses coéquipiers de Vendée U Tony Hurel et Jérôme Cousin. Durant cette période, il se classe notamment treizième du Grand Prix de Wallonie. En fin de saison, il signe un contrat professionnel avec la formation Europcar, prolongement de l'équipe BBox Bouygues Telecom.

### Carrière professionnelle

#### 2011-2014: Europcar
Kévin Réza devient donc coureur professionnel chez Europcar en 2011. Deuxième d'une étape du Tour d'Afrique du Sud en début de saison, il est troisième du championnat de France de l'américaine avec Damien Gaudin. En 2012, il est deuxième du championnat de France de poursuite par équipes avec l'équipe d'Île-de-France. En 2013, il dispute le Tour de France. Lors de la cinquième étape, il fait partie d'un groupe de coureurs échappés pendant 220 km et rattrapés à cinq kilomètres de l'arrivée,.
Au printemps 2014, Kévin Réza se classe notamment sixième de la Classic Loire Atlantique, deuxième d'une étape du Tour du Pays basque, neuvième du Tour de Picardie. Fin juin, il prend la troisième place du championnat de France sur route, battu au sprint par Arnaud Démare et Nacer Bouhanni. Il dispute ensuite son deuxième Tour de France. Lors de la 16ème étape, il participe à une échappée avec 20 autres coureurs dont Michael Albasini de l'équipe Orica-GreenEdge. Après l'étape, le manager de d'Europcar, Jean-René Bernaudeau révèle que le suisse a traité son coureur de "sale nègre". Les deux coureurs se sont parlé et serré la main le lendemain pour enterrer la polémique, Albasini déclarant qu'il n'a pas proféré d'insultes racistes mais des "mots un peu rudes [...] parce qu'il n'effectuait pas son travail dans l'échappée". Fin septembre, il est pour la première fois sélectionné pour la course en ligne des championnats du monde 2014,.

#### 2015-2017: FDJ

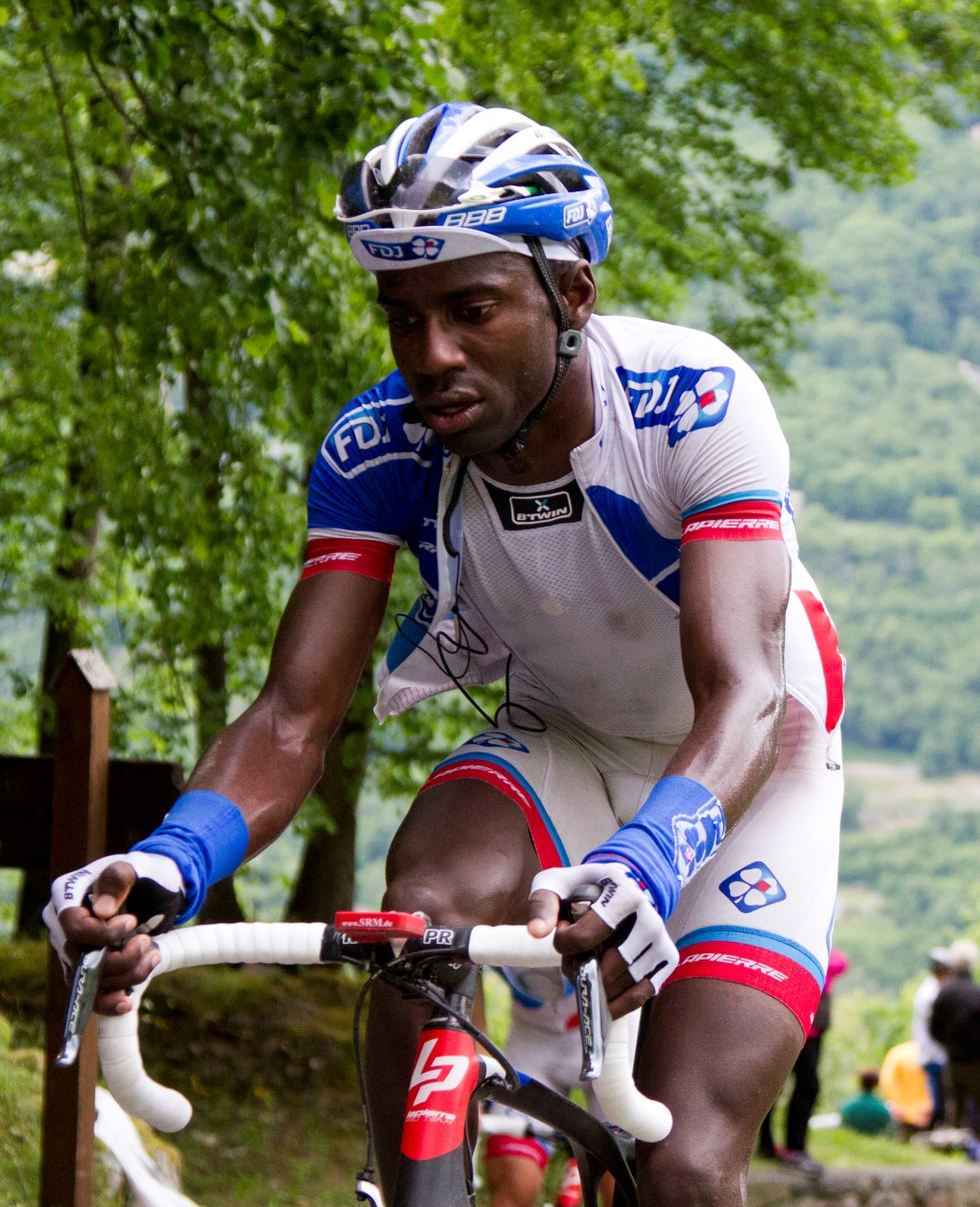
Kévin Réza pendant le Tour d'Italie 2015.

En 2015, Kévin Réza suit son entraîneur Sébastien Joly en rejoignant l'équipe FDJ, qui l'engage pour deux ans. Au printemps, il dispute pour la première fois le Tour d'Italie, où il est deux fois neuvième d'étapes et termine cent-troisième de l'épreuve. En août, il est au départ du Tour d'Espagne. Il est notamment troisième d'étape à Murcie. En fin de saison, il devient champion de France du scratch sur le vélodrome de Bordeaux à la suite du déclassement de Thomas Boudat et Bryan Coquard.
En 2016, il participe une nouvelle fois au Tour d'Espagne mais doit abandonner l'épreuve au cours de la deuxième semaine. En fin de saison, son contrat avec la formation FDJ est prolongé d'un an.
En 2017, il se classe troisième de Paris-Camembert le 11 avril. Le même mois, Kévin Réza est à nouveau victime d'insultes racistes, cette fois-ci lors de la troisième étape du Tour de Romandie 2017 de la part du coureur italien Gianni Moscon. Son coéquipier au sein de la formation FDJ Sébastien Reichenbach réagit sur Twitter en déclarant "Choqué d'entendre encore des imbéciles utiliser des insultes racistes dans le peloton pro. Vous êtes une honte pour notre sport". Moscon s'excusera le lendemain puis sera suspendu par son équipe Sky pour six semaines, avec une menace de résiliation de contrat en cas de nouveau dérapage. Au mois de mai, il s'adjuge la coupe de France de l'américaine sur le vélodrome de Saint-Quentin-en-Yvelines avec Morgan Kneisky. En juillet, il participe aux Six jours de Fiorenzuola d'Arda avec Bryan Coquard et se classe quatrième de l'épreuve italienne.

#### 2018-2021: B&B Hotels-Vital Concept
En 2018, il rejoint l'équipe continentale professionnelle Vital Concept que vient de créer l'ancien coureur Jérôme Pineau. Pour sa première saison au sein de cette formation, il joue un rôle de lieutenant pour le  sprinter Bryan Coquard dont il fait partie du train. Il obtient aussi quelques places d'honneur à l'occasion. Il se classe ainsi quatrième de Paris-Chauny, neuvième et sixième des deux premières étapes du Tour d'Aragon au premier semestre. Il termine également neuvième du Grand Prix de Wallonie au mois de septembre.
Au cours de la saison 2019, il se classe sixième au sprint de la Classic Loire-Atlantique, dixième de la Flèche de Heist à trois secondes du vainqueur Alvaro Hodeg de l'équipe Deceuninck-Quick Step et treizième du Circuit de Wallonie. À sa grande déception, sa formation n'est pas retenue pour le Tour de France alors qu'il espérait y participer. Il prolonge de deux ans son contrat avec l'équipe Vital Concept en fin de saison.
Son début de saison 2020 est perturbé par la pandémie de Covid-19 qui sévit dans le monde et l'annulation des courses qui en découle. Au deuxième semestre, il participe à son troisième Tour de France grâce à une invitation accordée par Christian Prudhomme et Amaury Sport Organisation (la société organisatrice de l'épreuve) à l'équipe B&B Hotels-Vital Concept. Il joue un rôle de "poisson-pilote" pour Bryan Coquard au cours de cette course et termine cent trente-septième du classement général.
En 2021, il obtient ses meilleurs résultats de la saison au Tour de Turquie où il termine treizième de la sixième étape et aux Boucles de la Mayenne où il se classe dix-septième de la première étape après avoir travaillé pour son sprinter Bryan Coquard. Il ne participe pas au Tour de France contrairement à l'année précédente. Il fait le choix d'arrêter sa carrière professionnelle à la fin de cette saison.

### Reconversion professionnelle
En 2022, il devient consultant et commentateur sur La chaîne L'Équipe.

## Palmarès sur route et classements mondiaux

### Par année
- 2008
  - 2e étape du Tour de Madrid espoirs
- 2009
  - 1re, 5e et 8ea étapes du Tour de la Martinique
  - 2e du Circuit du Mené
  - 3e des Boucles de la Loire
- 2010
  - Boucles de la Loire
  - La Suisse Vendéenne
  - Olonne-sur-Mer-Olonne-sur-Mer (Challenge E. Leclerc)
  - 2e de la Ronde mayennaise
- 2012
  - Prologue du Tour Alsace (contre-la-montre par équipes)
- 2014
  - 3e du championnat de France sur route
- 2017
  - 3e de Paris-Camembert

### Résultats sur les grands tours

#### Tour de France
3 participations
- 2013 : 134e
- 2014 : 73e
- 2020 : 137e

#### Tour d'Italie
1 participation
- 2015 : 103e

#### Tour d'Espagne
2 participations
- 2015 : 113e
- 2016 : abandon (10e étape)

### Classements mondiaux
| Année                                 | 2009  | 2010  | 2011  | 2012  | 2013 | 2014 | 2015 | 2016 | 2017 | 2018 | 2019  |
| ------------------------------------- | ----- | ----- | ----- | ----- | ---- | ---- | ---- | ---- | ---- | ---- | ----- |
| UCI World Tour                        |       |       |       |       |      | 180e | 170e | 189e | nc   | nc   |       |
| Classement mondial                    |       |       |       |       |      |      |      | 904e | 702e | 844e | 1039e |
| UCI Europe Tour                       | 1079e | 1018e | 1087e | 1141e | 443e |      |      | 771e | 422e | 508e | 745e  |
| UCI Asia Tour                         | nc    | nc    | nc    | 323e  | nc   |      |      | nc   | nc   | nc   |       |
| UCI America Tour                      | 66e   | nc    | nc    | nc    | nc   |      |      | nc   | nc   | nc   |       |
| UCI Africa Tour                       | nc    | nc    | 157e  | nc    | nc   |      |      | nc   | nc   | nc   |       |
|                                       |       |       |       |       |      |      |      |      |      |      |       |
| Légende : nc = non classéSource : UCI |       |       |       |       |      |      |      |      |      |      |       |

## Palmarès sur piste
- 2011
  - 3e du championnat de France de l'américaine
- 2012
  - 2e du championnat de France de poursuite par équipes
- 2015
  -  Champion de France du scratch